# УАЗ-31519
УАЗ-31519 — полноприводный автомобиль повышенной проходимости, выпускавшийся Ульяновским автомобильным заводом.
Модель УАЗ-31519 выпускалась с 1997 по 2013 год как более мощная модификация УАЗ-31514. На его базе в свою очередь предлагались версии различного уровня комфортабельности, оснащаемые более комфортабельной отделкой салона, верхним люком, магнитолой и другим оснащением, например, модификация УАЗ-31519-080. Существовали также тюнинговые версии с кожаной обивкой салона, мощными импортными двигателями и КП. На базе УАЗ-31519 различными малыми фирмами производились снегоболотоходы на шинах сверхнизкого давления («пневматиках»), например, ТРЭКОЛ. С 2006 года модель с карбюраторным двигателем уровня Евро-0 поставлялась только на экспорт.

## Страны — эксплуатанты
- Украина — в 2009 году УАЗ-315195-030М принят на вооружение вооружённых сил Украины[1]. До весны 2014 года для вооружённых сил Украины было закуплено несколько партий УАЗ-31519, но общее количество поступивших в войска машин было незначительным[2]